# Klaus-Dieter Klebsch
Klaus-Dieter Klebsch (* 4. April 1949 in Potsdam), auch K. Dieter Klebsch, ist ein deutscher Schauspieler, Synchronsprecher sowie Hörspiel- und Hörbuchsprecher.

## Leben und Karriere
Klaus-Dieter Klebsch absolvierte von 1970 bis 1973 eine Schauspielausbildung an der Staatlichen Schauspielschule in Ost-Berlin. Von 1973 bis 1995 wirkte er in Cottbus, Senftenberg, Potsdam und Berlin in verschiedenen Theaterproduktionen mit. Ab dem Jahr 1973 spielte er auch in Fernseh- und Kinoproduktionen. Klebsch spielte bei der RTL-Seifenoper Gute Zeiten, schlechte Zeiten von 2002 bis Anfang 2007 die Rolle des Johannes „Hannes“ Bachmann. Aus der Fernsehserie schied er aus, da RTL die Familienstruktur in der Serie verjüngen wollte. Von Oktober 2010 bis April 2012 war er als Bruno Lanford in der Telenovela Anna und die Liebe zu sehen.
Seit 1976 ist er als Synchronsprecher tätig, anfangs nur für Hörspielproduktionen und Dokumentationen, seit 1991 auch für Werbung und Fernsehsynchronisationen. Von 2006 bis 2012 war Klebsch als Synchronstimme von Hugh Laurie (Dr. Gregory House) in der Serie Dr. House zu hören. Seit 2023 spricht er die Ansagen im Aufzug des Berliner Fernsehturms.

## Privates
Der Künstler lebt in Potsdam und ist mit der Schauspielerin Eva Weißenborn verheiratet.

## Filmografie (Auswahl)
- 1974: Polizeiruf 110: Per Anhalter (Fernsehreihe)
- 1978: Bluthochzeit (Studioaufzeichnung)
- 1978: Scharnhorst (Fernsehmehrteiler)
- 1979: Des Henkers Bruder
- 1980: Archiv des Todes (Fernsehserie, 1 Episode)
- 1981: Adel im Untergang (Fernsehfilm)
- 1981: Darf ich Petruschka zu dir sagen?
- 1984: Front ohne Gnade (Fernsehserie, 1 Episode)
- 1984: Kaskade rückwärts
- 1984: Polizeiruf 110: Im Sog
- 1984: Der Staatsanwalt hat das Wort: Ein Kartenhaus
- 1984: Der Lude
- 1985: Der Doppelgänger
- 1985: Zwei Nikoläuse unterwegs
- 1988: Schwein gehabt
- 1988: Die Entfernung zwischen dir und mir und ihr
- 1988: Kai aus der Kiste
- 1990: Rückwärtslaufen kann ich auch
- 1991: Zwischen Pankow und Zehlendorf
- 1991: Der Verdacht
- 1996: Die Gazelle
- 1999: Gefährliche Wahrheit (Fernsehfilm)
- 1999: Lea Katz – Die Kriminalpsychologin: Einer von uns
- 2001: Polizeiruf 110: Die Frau des Fleischers
- 2002: Hallo Robbie! (Fernsehserie, 1 Episode)
- 2002–2007: Gute Zeiten, schlechte Zeiten (Fernsehserie)
- 2004: Hinter Gittern – Der Frauenknast (Fernsehserie)
- 2007: Alarm für Cobra 11 – Die Autobahnpolizei (Fernsehserie, 1 Episode)
- 2010–2012: Anna und die Liebe (Fernsehserie)
- 2015: Block B – Unter Arrest (Fernsehserie, 2 Episoden)
- 2017: SOKO Köln (Fernsehserie, 1 Episode)

## Synchronrollen (Auswahl)
Alec Baldwin
- 1996: Das Attentat, Rolle: Bobby DeLaughter
- 1996: Mississippi Delta – Im Sumpf der Rache, Rolle: Dave Robicheaux
- 1996: Nicht schuldig, Rolle: Lehrer
- 1997: Auf Messers Schneide – Rivalen am Abgrund, Rolle: Robert Green
- 1998: Das Mercury Puzzle, Rolle: Lt. Col. Nicholas Kudrow
- 2000: State and Main, Rolle: Bob Barrenger
- 2001: Pearl Harbor, Rolle: Lt. Col. James H. Doolittle
- 2003: Ein Kater macht Theater, Rolle: Quinn
- 2003: … und dann kam Polly, Rolle: Stan Indursky
- 2003: Du stirbst nur zweimal, Rolle: Paul Kane
- 2004: Aviator, Rolle: Juan Trippe
- 2005: Dick und Jane, Rolle: Jack McCallister
- 2005: Elizabethtown, Rolle: Phil DeVoss
- 2006: Departed – Unter Feinden, Rolle: George Ellerby
- 2006: Der gute Hirte, Rolle: Sam Murach
- 2008: Madagascar 2, Rolle: Makunga (Löwe)
- 2008: Männer sind Schweine, Rolle: Professor Turner
- 2009: Blood and Bone, Rolle: James
- 2009: Beim Leben meiner Schwester, Rolle:  Mr. Alexander
- 2009: Wenn Liebe so einfach wäre, Rolle: Jake Adler
- 2009–2015: 30 Rock (Fernsehserie), Rolle: Jack Donaghy
- 2012: Die Hüter des Lichts, Rolle: Weihnachtsmann
- 2015: Mission: Impossible – Rogue Nation, Rolle: Alan Hunley
- 2017: The Boss Baby, Rolle: Boss Baby
- 2018: Mission: Impossible – Fallout, Rolle: Alan Hunley
- 2021: Dr. Death, Rolle: Dr. Robert Henderson
- 2021: Boss Baby – Schluss mit Kindergarten, Rolle: Boss Baby

Josh Brolin
- 2007: No Country for Old Men, Rolle: Llewelyn Moss
- 2010: Jonah Hex, Rolle: Jonah Hex
- 2014: Guardians of the Galaxy, Rolle: Thanos
- 2014: Sin City 2: A Dame to Kill For, Rolle: Dwight
- 2015: Avengers: Age of Ultron, Rolle Thanos
- 2015: Everest, Rolle: Beck Weathers
- 2015: Sicario, Rolle: Matt Graver
- 2018: Avengers: Infinity War, Rolle: Thanos
- 2018: Deadpool 2, Rolle: Cable
- 2018: Sicario 2, Rolle: Matt Graver
- 2019: Avengers: Endgame, Rolle: Thanos
- 2021: Dune, Rolle: Gurney Halleck
- 2022: Outer Range, Rolle: Royal Abbott

Ian McShane
- 2003: Agent Cody Banks, Rolle: Brinkman
- 2008: Coraline, Rolle: Sergei Alexander Bobinsky
- 2008: Death Race, Rolle: Coach
- 2009: 44 Inch Chest – Mehr Platz braucht Rache nicht, Rolle: Meredith
- 2009: Fall 39, Rolle: Detective Mike Barron
- 2011: Pirates of the Caribbean – Fremde Gezeiten, Rolle: Cpt. Edward Teach/Blackbeard
- 2012: Snow White and the Huntsman, Rolle: Beith
- 2014: John Wick, Rolle: Winston
- 2016: Game of Thrones (Fernsehserie, Staffel 6 Episode 7), Rolle: Ray
- 2017: John Wick: Kapitel 2, Rolle: Winston
- 2017–2021: American Gods (Fernsehserie), Rolle: Mr. Wednesday
- 2024: Kung Fu Panda 4, Rolle: Tai Lung

Hugh Laurie
- 2006–2012: Dr. House (Fernsehserie), Rolle: Dr. Gregory House
- 2008: Dr. Slippery, Rolle: Dr. Paul Slippery
- 2015–2019: Veep – Die Vizepräsidentin (Fernsehserie), Rolle: Tom James
- 2016: The Night Manager, Rolle: Richard Onslow Roper
- 2018: Holmes & Watson, Rolle: Mycroft Holmes
- seit 2020: Avenue 5 (Fernsehserie), Rolle: Ryan Clark
- 2020: Roadkill (Fernsehserie), Rolle: Peter Laurence

Peter Stormare
- 1998: Armageddon – Das jüngste Gericht, Rolle: Lev Andropov
- 1999: 8mm – Acht Millimeter, Rolle: Dino Velvet
- 2000: Chocolat – Ein kleiner Biss genügt, Rolle: Serge Muscat
- 2002: Windtalkers, Rolle: Gunnery Sergeant Hjelmstad
- 2002: Bad Company – Die Welt ist in guten Händen, Rolle: Adrik Vas
- 2005: Brothers Grimm, Rolle: Cavaldi

Gabriel Byrne
- 1998: Der Mann in der eisernen Maske, Rolle: D’Artagnan
- 1999: Stigmata, Rolle: Father Andrew Kiernan
- 2002: Ghost Ship, Rolle: Captain Sean Murphy
- 2003: Shade, Rolle: Charlie Miller
- 2018: Hereditary – Das Vermächtnis, Rolle: Steve Graham
- 2022: Mord in Yellowstone City, Rolle: Sheriff Jim Ambrose

Danny Huston
- 2009: X-Men Origins: Wolverine, Rolle: William Stryker
- 2010: Robin Hood, Rolle: Richard Löwenherz
- 2013: American Horror Story (Fernsehserie), Rolle: Der Axtmann
- 2014: American Horror Story (Fernsehserie), Rolle: Massimo Dolcefino
- 2017: Wonder Woman, Rolle: General Erich Ludendorff
- 2025: Die nackte Kanone, Rolle: Richard Cane

J. K. Simmons
- 2001: Mexican, Rolle: Ted Slocum
- 2006: Astronaut Farmer, Rolle: Jacobson
- 2013: Dark Skies, Rolle: Edwin Pollard
- 2014: Barfuß ins Glück, Rolle: Dr. Bertleman

Stephen Lang
- 2009: Avatar – Aufbruch nach Pandora, Rolle: Col. Quaritch
- 2009: Männer, die auf Ziegen starren, Rolle: Brigadegeneral Dean Hopgood
- 2016: Don’t Breathe, Rolle: blinder Mann
- 2022: Avatar: The Way of Water, Rolle: Col. Quaritch

Will Patton
- 1997: Die Abbotts – Wenn Haß die Liebe tötet, Rolle: Lloyd Abbott
- 1997: Postman, Rolle: General Bethlehem
- 2004: The Punisher, Rolle: Quentin Glass

Chafurin
- seit 1997: Detektiv-Conan-Kinofilme 1–20, 22 als Inspektor Jūzō Megure
- 2002–2006, seit 2018: Detektiv Conan als Inspektor Jūzō Megure
- 2017: Magic Kaitō 1412 als Inspektor Jūzō Megure

Ben Cross
- 2006: Zombies, Rolle: Aaron Hanks
- 2009: Star Trek, Rolle: Sarek
- 2010: Ben Hur, Rolle: Kaiser Tiberius

Stephen McHattie
- 2008: Pontypool, Rolle: Grant Mazzy
- 2011: Exit Humanity, Rolle: Arzt Johnson
- 2012: The Tall Man – Angst hat viele Gesichter, Rolle: Lieutenant Dodd

Michael Madsen
- 1994: Handschrift des Todes, Rolle: Detective Matt Dickson
- 1999: Im Fadenkreuz des Todes, Rolle: Dalton

Jeffrey Combs
- 1996: The Frighteners, Rolle: Milton Dammers
- 1998: Ich weiß noch immer, was du letzten Sommer getan hast, Rolle: Hoteldirektor Mr. Brookes

Michael Kitchen
- 1996: James Bond 007 – GoldenEye, Rolle: Tanner
- 1999: James Bond 007 – Die Welt ist nicht genug, Rolle: Tanner

Naseeruddin Shah
- 2006: Krrish, Rolle: Dr. Siddhant Arya
- 2016: Bombay to Bangkok, Rolle: Jamal Khan

Mark Rolston
- 2008: Saw V, Rolle: Dan Erickson
- 2009: Saw VI, Rolle: Dan Erickson

### Filme
- 1978: Für Marlon Brando in Superman [Neusynchronisation], Rolle: Jor-El
- 1981: Für Wladimir Birjukow in Zwei Zeilen, kleingedruckt, Rolle: Besrukow
- 1990: Für Jean-Pierre Bacri in Ein Sommer an der See, Rolle: Léon
- 1991: Für Gary Taggart in JFK – Tatort Dallas, Rolle: Arzt
- 1991: Für Tony Simotes in Terminator 2 – Tag der Abrechnung, Rolle: Wache bei Cyberdyne
- 1992: Für Danny Webb in Alien 3, Rolle: Morse
- 1993: Für Bob Peck in Jurassic Park, Rolle: Muldoon
- 1993: Für Harry Nehring in Schindlers Liste, Rolle: Leo John
- 1993: Für Jean-Louis Tribes in Doppelte Tarnung, Rolle: Roche
- 1993: Für John Rothman in Gettysburg, Rolle: Maj. Gen. John F. Reynolds
- 1993: Für Ray Wise in Die Wiege der Sonne, Rolle: Senator John Morton
- 1993: Für Tom Berenger in Sliver, Rolle: Jack Landsford
- 1993: Für Gary Kemp in Bodyguard, Rolle: Sy Spector
- 1994: Für Clancy Brown in Die Verurteilten, Rolle: Captain Byron T. Hadley
- 1994: Für Forest Whitaker in Der Feind in den eigenen Reihen, Rolle: Col. MacKenzie „Mac“ Casey
- 1994: Für Jere Burns in Greedy – Erben will gelernt sein, Rolle: Glen
- 1995: Für Barry Williams in Die Brady Family, Rolle: Musikproduzent
- 1995: Für David Morse in 12 Monkeys, Rolle: Dr. Peters
- 1995: Für Wallace Shawn in Goofy – Der Film, Rolle: Direktor Mazur
- 1996: Für Antonio Fargas in Hip Hop Hood – Im Viertel ist die Hölle los, Rolle: Old School
- 1996: Für Stephen Collins in Der Club der Teufelinnen, Rolle: Aaron Paradis
- 1997: Für Michael McKean in Casper – Wie alles begann, Rolle: Bill Case
- 1997: Für Terry O’Quinn in Die Verschwörung im Schatten, Rolle: Frank Ridell
- 1997: Für Xander Berkeley in Air Force One, Rolle: Agent Gibbs
- 1998: Für Gary Oldman in Das magische Schwert – Die Legende von Camelot, Rolle: Lord Ruber
- 1998: Für James Woods in Ein neuer Tag im Paradies, Rolle: Mel
- 1998: Für Richard McGonagle in Senseless, Rolle: Robert Bellweather
- 1998: Für Richard O’Brien in Auf immer und ewig, Rolle: Pierre Le Pieu
- 1998: Für Ted Danson in Der Soldat James Ryan, Rolle: Cpt. Hamill
- 1999: Für Jin-Roh, Rolle: Hachiroh Tohbe (Erzähler)
- 1999: Für Brian Patterson in In China essen sie Hunde, Rolle: Vuk
- 1999: Für Chazz Palminteri in Reine Nervensache, Rolle: Primo Sidone
- 1999: Für Michael Ironside in Denver P.D. – Killer Woman, Rolle: Det. Francis John „Jack“ Connor
- 1999: Für Ned Bellamy in Ein hoffnungsvoller Nachwuchskiller, Rolle: Detective
- 1999: Für Tim Matheson in An deiner Seite, Rolle: Marty
- 2000: Für Didier Flamand in Die purpurnen Flüsse, Rolle: Dean
- 2000: Für Miguel Ferrer in Traffic – Macht des Kartells, Rolle: Eduardo Ruiz
- 2000: Für Nick Searcy in Cast Away – Verschollen, Rolle: Stan
- 2000: Für Pat Skipper in Erin Brockovich, Rolle: Anwalt
- 2000: Für Peter Onorati in Tycus – Tod aus dem All, Rolle: Jake
- 2001: Asterix der Gallier, Rolle: Marcus Schmalzlockus (Sacapus)
- 2001: Für Eugene Levy in Weil es Dich gibt, Rolle: Mr. Pollay (Verkäufer)
- 2001: Für Johan Leysen in Pakt der Wölfe, Rolle: Beauterne
- 2001: Für Ron Perlman in Duell – Enemy at the Gates, Rolle: Koulikov
- 2001: Für Tchéky Karyo in Kiss of the Dragon, Rolle: Richard
- 2002: Für Fred Ward in Genug – Jeder hat eine Grenze, Rolle: Jupiter
- 2002: Für Gérard Lanvin in Ball & Chain – Zwei Nieten und sechs Richtige, Rolle: Moltès
- 2002: Für Michael Crabtree in Das Leben des David Gale, Rolle: Gouverneur Hardin
- 2002: Für Richard Bremmer in Halbtot – Half Past Dead, Rolle: Sonny Eckvall
- 2002: Für Robert John Burke in Geständnisse – Confessions of a Dangerous Mind, Rolle: Ausbilder Jenks
- 2002: Für Steve Rankin in 24 Stunden Angst, Rolle: Hank Ferris
- 2003: Für Frank Gio in Es war einmal in Amerika, Rolle: Beefy
- 2003: Für Michael Beattie in Stürmische Liebe – Swept Away, Rolle: Debi
- 2003: Für Renaud Séchan in Crime Spree – Ein gefährlicher Auftrag, Rolle: Zero
- 2003: Für Thierry Lhermitte in Der kleine Scheißer, Rolle: Vincent Porel
- 2004: Appleseed, Rolle: Uranus
- 2004: Für Lambert Wilson in Catwoman, Rolle: George Hedare
- 2004: Für Maurice LaMarche in Team America: World Police, Rolle: Alec Baldwin
- 2004: Für Ray Baker in Trouble ohne Paddel, Rolle: Sheriff Briggs
- 2005: Ghost in the Shell, Rolle: Außenminister
- 2005: Für Glynn Turman in Sahara – Abenteuer in der Wüste, Rolle: Dr. Frank Hopper
- 2005: Für Jean Reno in Der Tiger und der Schnee, Rolle: Fuad
- 2006: Für Brian Goodman in The Fast and the Furious: Tokyo Drift, Rolle: Vater
- 2006: Für Giancarlo Esposito in Noch einmal Ferien, Rolle: Senator Dillings
- 2006: Für Malcolm Sinclair in V wie Vendetta, Rolle: Wilson
- 2007: Für Jeff Fahey in Planet Terror, Rolle: J.T. Hague
- 2007: Für Stephen Collins in Von Frau zu Frau, Rolle: Joe
- 2007: Für Micheal O’Neill in Transformers, Rolle: Tom Banacheck
- 2008: Horton hört ein Hu!, Rolle: Vlad
- 2008: Für Philip Seymour Hoffman in Der Krieg des Charlie Wilson, Rolle: Gust Avrakotos
- 2009: Bolt – Ein Hund für alle Fälle, Rolle: Taube Vinnie
- 2009: Für Ivan G'Vera in Terminator: Die Erlösung, Rolle: Dimitri Losenko
- 2009: Barbie und Die Drei Musketiere, Rolle: Bertram
- 2012: Dragon Age: Dawn of the Seeker, Rolle: Erster Sucher
- 2014: Für Mark Ryan in Transformers: Ära des Untergangs, Rolle: Lockdown
- 2014: Für Dougray Scott in 96 Hours – Taken 3, Rolle: Stuart St John
- 2014: Für Kelsey Grammer in The Expendables 3, Rolle: Bonaparte
- 2016: Für Brett Cullen in The Shallows – Gefahr aus der Tiefe, Rolle: Nancys Vater
- 2017: Für Steven Williams in Es, Rolle: Leroy Hanlon
- 2017: Für Justin Theroux in The LEGO Ninjago Movie, Rolle: Garmadon
- 2017: Für Anthony LaPaglia in Annabelle 2, Rolle: Samuel Mullins
- 2019: Für Jeremy Sisto in Die Eiskönigin II, Rolle: König Runeard
- 2020: Für Ralph Ineson in Die fantastische Reise des Dr. Dolittle, Rolle: Onkel Arnall Stubbins
- 2020: Für Vinnie Jones in The Big Ugly, Rolle: Neelyn
- 2021: Für Željko Ivanek in The Last Duel, Rolle: Le Coq

### Serien
- 1991–1992: Twin Peaks – Kenneth Welsh als Windom Earle
- 1992–1993: Käpt’n Balu und seine tollkühne Crew – Jim Cummings als Don Kanaille
- 1994: Aladdin – Charles Adler als Mechanikles
- 1994: Raumschiff Enterprise – Das nächste Jahrhundert – Ron Canada als Martin Benbeck
- 1995–1997: Babylon 5 – William Forward als Lord Refa
- 1995–2000: Seinfeld – Michael Richards als Cosmo Kramer
- 1996–1997: Inspektor Fowler – Härter als die Polizei erlaubt – David Haig als Det. Insp. Derek Grim
- 1996–1998: F/X – Kevin Dobson als Det. Leo McCarthy
- 1996–2009: Emergency Room – Die Notaufnahme – William H. Macy als Dr. David Morgenstern (3. Stimme)
- 1997: Pinky und der Brain – Paul Rugg als Sultana Sultana / Santana Santana
- 1998: Die Abenteuer des Papyrus – als Aker
- 1999–2000: Dilbert – Gordon Hunt als Wally
- 1999–2003: Dharma & Greg – Alan Rachins als Larry Finkelstein
- 2000: Digimon – Kaneto Shiozawa als Devimon
- 2000: Dune – Der Wüstenplanet – Jan Unger als Piter DeVries
- 2000–2002: Farscape – Lani John Tupu als Captain Bialar Crais
- 2000–2003: Roswell – William Sadler als Sheriff Jim Valenti
- 2001: Dragon Ball Z – Koji Totani als Kiwi
- 2001–2003: Lucky Luke – Die neuen Abenteuer – Éric Legrand als Jolly Jumper
- 2002: Typisch Andy! – Dee Bradley Baker als Dad
- 2003: Yu-Gi-Oh! – Tetsuya Iwanaga als Yami Marik
- 2003–2004: Masters of the Universe – Brian Dobson als Skeletor / Keldor
- 2003–2006: Andromeda – Michael Ironside als Der Patriarch
- 2003–2009: Without a Trace – Spurlos verschwunden – Anthony LaPaglia als John Michael „Jack“ Malone
- 2003–2009, 2015: Smallville – John Glover als Lionel Luthor
- 2004: Gilmore Girls – Richard Fancy als Allen Prescott
- seit 2005: Navy CIS – Joe Spano als Sr. FBI Agent Tobias C. Fornell
- 2006: Ghost Whisperer – Stimmen aus dem Jenseits – Brett Cullen als Jack Applewhite
- 2006–2008: Avatar – Der Herr der Elemente – Verschiedene, u. a. Clancy Brown als Long Feng
- 2006–2009: Lost – Brett Cullen als Goodwin
- 2007: Eureka Seven – Rikiya Koyama als Norb
- 2007: Wolf’s Rain – Unshô Ishizuka als Quent Yaiden
- 2007–2008: Prison Break – Anthony John Denison als Aldo Burrows
- 2008: 24 – Rade Šerbedžija als Dmitri Gredenko
- 2008–2012: Lass es, Larry! – Ted Danson als Ted Danson (1. Stimme)
- 2009, 2012–2013: Californication – Jason Beghe als Richard Bates
- 2011: The Mentalist – Louis Herthum als Chief Arnold Nail
- 2011: Crusade – Michael Beck als Mr. Jones
- 2011–2012: Desperate Housewives – Tony Plana als Alejandro
- 2011–2015, 2017–2019, 2022: Ninjago – Mark Oliver als Garmadon
- 2013, 2017, 2019: The Blacklist – William Sadler als Sam Milhoan
- 2013: New Girl – Pasha D. Lychnikoff als Käufer #1
- 2013: Die Biene Maja als Piekser
- 2014–2015: Under the Dome – Brett Cullen als Don Barbara
- 2014–2015: Devious Maids – Schmutzige Geheimnisse – Brett Cullen als Michael Stappord
- 2015–2016: Mr. Robot – Brian Stokes Mitchell als Scott Knowles
- 2015–2018: The Walking Dead – Xander Berkeley als Gregory
- 2015: One Punch Man (Folge 2: Entrückter Cyborg) als Bestienkönig
- 2015: Marvel’s Agents of S.H.I.E.L.D. – William Sadler als US-Präsident Matthew Ellis
- 2016–2023: Attack on Titan – Tsuguo Mogami als Keith Shadis
- 2017: Fargo (Staffel 3, Episoden 3 und 8) – Ray Wise als Paul Marrane
- 2017: Grimoire of Zero als Erzähler
- 2017–2021: Castlevania als Dracula
- 2018–2025: The Handmaid’s Tale – Der Report der Magd – Bradley Whitford als Commander Joseph Lawrence
- 2018: The Rookie – Troy Ruptash als Max Kegel
- 2018: Riviera – Anthony LaPaglia als Constantine Clios
- 2018: Tensei Shitara Slime Datta Ken – Tomoaki Maeno als Veldora Tempest
- 2018–2023: Atlanta Medical als Kyle Nevin
- 2019–2021: The Blacklist – Brett Cullen als Ilya Koslov
- 2019: Doom Patrol – Curtis Armstrong als Ezekiel die Kakerlake
- 2019: Demon Slayer: Kimetsu no Yaiba – Houchuu Ootsuka als Sakonji Urokodaki
- 2020: AJ and the Queen – Tim Bagley als Lloyd
- 2023: Vinland Saga – Ken'ichirō Matsuda als Erzähler, Hideaki Tezuka als Ketil (Crunchyroll)
- 2023: Florida Man – Anthony LaPaglia als Sonny Valentine

### Sonstiges
- In Galileo als Sprecher
- Stimme des Würfels in der RTL-Show The Cube
- Im Strategiespiel Starcraft I & II von Blizzard Entertainment als Alexej Stukov
- Im Zombie Shooter Left 4 Dead von Valve als Vietnam-Veteran Bill.
- Im Computer-Rollenspiel The Witcher als Vincent Meis.
- Sprecher einiger Dokumentationen des Privatsenders N24
- Sprecher in der Serie Anwälte der Toten
- Erzähler im Hörbuch Target von Tom Cain Lübbe Audio 2008
- Erzähler des Hörbuchs Die Wächter (original The Camel Club) von David Baldacci
- Erzähler des Hörbuchs Die Sammler (original The Collectors) von David Baldacci
- Erzähler des Hörbuchs Die Spieler (original Stone Cold) von David Baldacci
- Erzähler des Hörbuchs Die Jäger (original Divine Justice) von David Baldacci
- Erzähler des Hörbuchs Die Teufelsbibel von Richard Dübell
- Erzähler des Hörbuchs Die Wächter der Teufelsbibel von Richard Dübell
- Als König Nene im Xbox-360-Spiel Blue Dragon
- Als Computerstimme in iCarly („kranker Pausentanz“)
- Interpret des Hörbuchs Bockmist von Hugh Laurie, Patmos audio 2009, ISBN 978-3-491-91292-2
- In der Parodie-Hörspielreihe Die Ferienbande hat er in Episode 4 eine Gastrolle als Der schwarze Pirat
- In der zweiten Staffel des Hörspiels Faith – The van Helsing Chronicles als Adam
- Im Computer-Spiel Escape from Monkey Island synchronisiert er den Katapult-Bediener auf Melee Island
- Im PC-Spiel Sins of a Solar Empire synchronisiert er die Stimme des Sprechers im Intro
- In Umsetzungen des PC Engine-Spiels Castlevania: Rondo Of Blood, wie zum Beispiel im PSP-Spiel Castlevania: Dracula X Chronicles, oder in den meisten Virtual Console-Versionen für Nintendo Wii spricht er das Intro
- Als Boxtrainer Koslowski im Hörspiel „Mit einem blauen Auge!“ des Projekts iCHANCE vom Bundesverband Alphabetisierung und Grundbildung[2]
- Im Spiel Assassin’s Creed IV: Black Flag ist er die Stimme von Blackbeard, dem er bereits in Fluch der Karibik – Fremde Gezeiten in der deutschen Fassung seine Stimme lieh.
- Im Spiel The Elder Scrolls Online ist er die Stimme von Abnur Tharn.
- In der Hörspiel-Serie Dorian Hunter ist er die Stimme von Asmodi.
- In der Hörspiel-Serie Jack Slaughter als Stimme von Professor Doom.
- Im Hörspiel Men in Green 3 als Stimme von Dr. Haustier.
- Im Spiel Assassin’s Creed Syndicate synchronisiert er die Stimme von Karl Marx in der deutschen Fassung.
- Im Computer-Spiel Overwatch von Blizzard Entertainment als Hal-Fred Glitchbot
- Im Spiel League of Legends den Champion Pantheon
- Im Spiel Neverwinter den Grafen Strahd von Zarovich

## Theater
- 1979: Friedrich Schiller: Maria Stuart (Mortimer) – Regie: Günter Rüger (Hans Otto Theater Potsdam)
- 1980: Sophokles: Antigone (Bote) – Regie: Günter Rüger (Hans Otto Theater Potsdam)
- 1981: Armin Stolper: Die Vogelscheuche oder Die Heimkehr des verlorenen Sohnes (Christian) – Regie: Reinhard Hellmann/Max K. Hoffmann (Hans Otto Theater Potsdam)
- 1982: Heinrich von Kleist: Prinz Friedrich von Homburg (Prinz) – Regie: Günter Rüger (Hans Otto Theater Potsdam)
- 1985: Emily Mann: Still life (Mark) – Regie: Günter Rüger (Hans Otto Theater Potsdam)
- 1988: Arthur Miller: Tod eines Handlungsreisenden (Happy) – Regie: Adrian Schriel (Hans Otto Theater Potsdam)
- 1990: William Shakespeare: Leben und Tod König Richard des Dritten (Herzog von Buckingham) – Regie: Gert Jurgons (Hans Otto Theater Potsdam)
- 1991: Jürgen Hofmann: Noch ist Polen nicht verloren – Regie: Günter Rüger (Hans Otto Theater Potsdam)
- 1991: Friedrich Schiller: Der Parasit oder die Kunst sein Glück zu machen (Selicour) – Regie: Gert Jurgons (Potsdamer Schloßtheater im Neuen Palais)
- 1991: Louis Malle: Mein Essen mit André (Wally) – Regie: Wilfried Mattukat (Hans Otto Theater Potsdam – Probebühne)
- 1992: Oleg Alexandrowitsch Jurjew: Kleiner Pogrom im Bahnhofsbuffet (Passulko) – Regie: Guido Huonder (Hans Otto Theater Potsdam)

## Hörspiele (Auswahl)
- 1989: Heidrun Loeper: Der Prinz von Theben in Berlin (Karl Kraus) – Regie: Barbara Plensat (Hörspiel – Rundfunk der DDR)
- 1995: Jürgen Ebertowski/Joy Markert: Esbeck und Mondrian (Esbeck) – Regie: Peter Groeger (Kriminalhörspiel – SFB)
- 2008–2013: Lars Peter Lueg: Jack Slaughter (Rolle: Professor Doom)
- seit 2019: Oliver Döring: Foster (General Cooper) – Regie: Oliver Döring (Mystery-Hörspielserie – Imaga/Maritim)[3]
- seit 2021: Paul Burghardt: Wayne McLair (Folge 16–23) – Regie: Paul Burghardt (Rolle: Orlando Barrueco)
- 2022: Neil Gaiman & Dirk Maggs: The Sandman: Akt II (Audible-Hörspiel)

## Hörbücher (Auswahl)
- 2008: David Baldacci: Die Sammler (Audible exklusiv)
- 2014: Lee Goldberg: King City: Stadt des Verbrechens (Audible exklusiv)
- 2014: David Baldacci: Der Auftrag, Lübbe Audio, ISBN 978-3-8387-7358-2 (Hörbuch-Download)
- 2021: Mark Dawson: Der Cleaner (Audible exklusiv)
- 2023: Kassra Zargaran: Der Perser, riva Verlag & Audible